# オリバー (家具)
株式会社オリバー（英: Oliver Corporation）は、愛知県岡崎市に本社を置く業務用家具、インテリアの製造および販売メーカーである。
カタログを使った業務用家具の全国通信販売を行ったことで急成長した。

## 沿革
- 1967年（昭和42年）
  - 8月 - 大川博美が家具販売業を創業[4]。
  - 12月 - 富士スチール株式会社を設立。
- 1987年（昭和62年）10月 - 現社名に変更。
- 1988年（昭和63年）6月 - 名古屋証券取引所2部に上場。
- 2004年（平成16年）
  - 3月 - 愛知ブランド企業の認定を受ける。
  - 8月 - ミクスネットワーク株式会社を連結子会社化。
- 2019年（令和元年）10月 -に上場。（同時に名古屋証券取引所1部に指定替え）
- 2021年（令和3年）
  - 8月18日 - インテグラル傘下の株式会社NEXT-Oによる株式公開買付けが成立[5]。
  - 9月14日 - 東京証券取引所1部・名古屋証券取引所1部上場廃止[6]。
  - 9月16日 - 株式売渡請求により、株式会社NEXT-Oの完全子会社となる。
- 2024年（令和6年）4月30日 - 株式会社コミュニティネットワークセンターにミクスネットワーク株式会社の発行済み株式のうち49.28%を譲渡したため、子会社から外れる[7]。

## 関連会社
- オリバーファーム・ニュージーランド（ニュージーランド）
- オリバーアメリカ・インターナショナル（アメリカ）